# Bonita Sharma
Bonita Sharma (nascida no Nepal) é uma ativista nepalesa de saúde e nutrição. Ela dirige a Transformadores e Inovadores Sociais (Social Changemakers and Innovators - SOCHAI) e em 2019 foi listada como uma das 100 mulheres mais inspiradoras do mundo da BBC.

## Vida pregressa
Bonita Sharma nasceu no Nepal. Ela estudou bacharelado em Saúde Pública, na Universidade de Pururbanchal, na cidade de Gothgaun, no distrito de Morang, no Nepal, e fez mestrado em Nutrição na Universidade de Tribhuvan.

## Carreira
Bonita Sharma fundou os Transformadores e Inovadores Sociais (SOCHAI) em 2017. É uma organização sem fins lucrativos que visa erradicar a desnutrição e incentivar a boa saúde, principalmente para mulheres e crianças. Para reduzir as mortes infantis por desnutrição, ela introduziu uma pulseira chamada Nutribeads (Poshan Maala), que ajuda as mães a planejar as refeições de seus filhos. Em 2016, a Nutribeads venceu o Asia Pacific Youth Innovation Challenge. Com os lucros obtidos com a venda das pulseiras, a SOCHAI pôde fornecer ajuda às mães e crianças afetadas pelo desastre no distrito de Morang, no leste do Nepal.
A SOCHAI também está produzindo pulseiras Red Cycle com 28 contas para que as mulheres possam planejar seu ciclo menstrual usando cores diferentes. Bonita Sharma escreve sobre questões que afetam as mulheres, como nutrição, aborto e COVID-19.

## Reconhecimentos
2019 - Lista das 100 mulheres mais inspiradoras do mundo, da BBC.
2019 - Campeã feminina da UNESCO como parte do Fundo Malala para o Direito das Meninas à Educação.
2020 - Prêmio Desafio Lead 2030 da categoria Fome Zero, apresentado por One Young World, que lhe deu $ 50.000.
2020 - Recebeu o prêmio Goalkeeper Global Goals Progress, da Fundação Bill & Melinda Gates.